# Myosotis secunda
Myosotis secunda — вид трав'янистих рослин родини шорстколисті (Boraginaceae), поширений у Південній і Західній Європі, прилеглих територіях Азії, Північній Африці.

## Опис
Трава до 70(130) см, багаторічна. Найнижчі листки до 3.5(4.5) × 2.5 см, лопатеві або субеліптичні. Віночок діаметром 2.5–5(8) мм, білий, пелюстки 1.2–2.5(4) мм, еліптичні. Тичинок 5. Горішки 1.2–1.4(1.5) × (0.7)0.8–1.1 мм, яйцеподібні або трикутні рідко овально-еліптичні, світло-коричневі.

## Поширення
Південна й Західна Європа (у т.ч. Крим), прилеглі території Азії, Північна Африка. Населяє вологі пасовища на тимчасово просочених ґрунтах, берегах річок, струмків та озер.